# Franz Oppurg
Franz Oppurg (Steinach am Brenner, 17 de septiembre de 1948-Höchenberg, 9 de marzo de 1981) fue un alpinista austriaco. Habiendo escalado desde muy joven, se convirtió en guía de montaña y socorrista, e hizo una serie de primeros ascensos en el invierno en los montes del Karwendel, su región natal. También fue el primer escalador conocido en lograr un ascenso en solitario del Monte Everest.

## Primeros años
Oppurg nació el 17 de septiembre de 1948 en Steinach am Brenner, en el Tirol. Su padre murió a los 33 años, cuando Franz era joven, y la familia, incluido un padrastro, se mudó a Wattens. Desde muy joven, Oppurg fue escalador. Después de trabajar como carnicero, en 1975 se unió a la división de montaña del ejército. También entrenó a guías de montañismo y durante años dirigió el rescate de montaña local, de la sección Wattens del Club Alpino Austriaco.
Hizo su primer viaje alpino a los 16 años, con Toni Eliskases. Con Wattens Alpine Club escaló el Hindú Kush en 1972, y en 1975 estuvo en una expedición en los Andes, a Jirishanca. En la década de 1970 realizó las primeras ascensiones invernales del Lamsenspitze y otras montañas en los montes del Karwendel.
En 1978 realizó la primera ascensión en solitario al Monte Everest como miembro de una expedición dirigida por Wolfgang Nairz. Comenzó en el Collado Sur y llegó a la cima. En 1980, tuvo una hija con su novia.

## Ascenso en solitario al monte Everest
Oppurg fue miembro de la expedición austriaca de 1978 dirigida por Wolfgang Nairz cuando subió a la cima, solo, desde el Collado Sur. Compartió una tienda de campaña con Josl Knoll en el último campamento antes de la cumbre, pero tenían una máscara de oxígeno adecuada para escalar. Knoll, el mayor de los dos, dijo que Oppurg debería tener la oportunidad, por lo que Oppurg ascendió y alcanzó la Cumbre sur después de tres horas. Cuando llegó allí, descubrió que no tenía oxígeno, pero encontró una botella de oxígeno francesa sin usar en la nieve, lo que le permitió llegar a la cima, el 14 de mayo de 1978.
Oppurg alcanzó la cumbre diez días después de que Reinhold Messner y Peter Habeler, miembros de la misma expedición, alcanzaran la cumbre desde el lado norte sin usar oxígeno suplementario.
Es posible que Mick Burke, escalando solo, alcanzara la cima del Everest por la cara suroeste, como parte de la expedición británica de la cara suroeste del Monte Everest de 1975 dirigida por Chris Bonington; sin embargo, Burke no regresó de su intento después de que una tormenta de nieve azotara la montaña. Después de Oppurg, Reinhold Messner fue el siguiente en llegar a la cumbre en solitario; escaló el Everest solo, sin oxígeno, desde el lado norte. El Dr. Peter Hackett (miembro de la Expedición de Investigación Médica Estadounidense de 1981 dirigida por John B. West), el 24 de octubre de 1981, fue el tercero; como Oppurg, subió solo, con oxígeno, desde el Collado Sur hasta la cumbre.

## Muerte
El 9 de marzo de 1981, Oppurg y su viejo amigo Rudi Mayr fueron a escalar el Hechenberg, en Karwendel. Mayr dijo que Oppurg, de quien dijo que siempre había sido un escalador elegante, escalaba vías de grado VI como si fueran de grado IV. Permanecieron en la cima durante mucho tiempo y, según Mayr, Oppurg expresó dudas sobre sus habilidades, dijo que no tenía amigos reales y se preguntó qué dirección tomar en la vida. Mayr lo consoló, pero durante el descenso, mientras Oppurg estaba delante de Mayr, Oppurg cayó y murió.